# Mimnermo
Mimnermo di Smirne (in greco antico: Μίμνερμος?, Mímnermos; Colofone o Smirne, VII secolo a.C. – prima metà del VI secolo a.C.) è stato un poeta elegiaco greco antico.

## Biografia
Il nome di Mimnermo ha il significato etimologico di "colui che resiste su l'Ermo", un fiume dell'Eolide e fu probabilmente attribuito a un avo del poeta in ricordo della sua valorosa partecipazione a una vittoria riportata dai Greci di Smirne contro i Lidi del re Gige in questa località.
Della sua vita sono ad oggi giunte pochissime notizie, per lo più abbastanza vagheː nacque, secondo Strabone, a Colofone, o a Smirne secondo la testimonianza di Pausania il Periegeta, e visse probabilmente tra la seconda metà del VII e l'inizio del VI secolo a.C..
Il lessico Suda pone il periodo della sua maturità tra il 632 e il 629 a.C.; tale informazione potrebbe essere confermata dalla notizia riportata da Plutarco, secondo cui Mimnermo sarebbe stato testimone di un'eclissi di sole che potrebbe essere la stessa riferita anche da Archiloco, nel 647 a.C.. Risulta, tuttavia, possibile che l'eclissi citata da Plutarco sia invece da identificare con quella verificatasi nel 585 a.C.: in tal caso la data di nascita e il periodo di attività di Mimnermo sarebbero da posticipare. Ad avvalorare questa tesi contribuisce lo scambio di elegie che Mimnermo ebbe con Solone, nato nel 640 a.C. e solo di pochi anni più giovane dello stesso Mimnermo, nonché il fr. 14 W., in cui Mimnermo racconta la partecipazione di un suo avo alla guerra condotta da Smirne contro il re di Lidia, Gige, morto intorno alla metà del VII secolo a.C.. Solone lo chiama Ligiastiade, patronimico che significa "figlio di Ligiaste" (e se Suda lo dice figlio di Ligiastiade c'è forse soltanto una storpiatura del nome).
Fu un flautista, come la donna di cui fu innamorato (o almeno così tramanda la tradizione).

## Opere
La produzione di Mimnermo comprendeva elegie, divise dai filologi alessandrini in due libri, il primo dei quali era intitolato Smirneide, un poemetto o una raccolta elegiaca che raccontava la guerra dei Greci di Smirne contro i Lidi governati dal re Gige, mentre il secondo Nannò, dal nome della donna amata dal poeta, una flautista; tale nome non si ritrova tuttavia nei frammenti superstiti, ma è dato da Ateneo. Di tutta la sua produzione poetica è giunta fino a noi una ventina di frammenti per un totale di circa 80 versi. Tuttavia il prologo degli Aitia di Callimaco rende problematica tale bipartizione:
(Callimaco, Aitia, fr. 1, vv. 11-12)
 "La grande donna" di cui parla Callimaco è sicuramente la Smirneide, che, essendo un poema, dunque un'opera molto corposa, e probabilmente di argomento epico, non doveva rispondere agli ideali callimachei di brevità e leggerezza, da ciò deriva dunque il giudizio negativo del poeta alessandrino. 
Resta invece dubbio se le "sottili poesiole" siano un riferimento a una terza opera o alla Nannò. La prima tesi sembra però invalidata dal primo verso citato, in cui il poeta fa esplicito riferimento a due opere (in greco δυοίν): l'espressione sarebbe dunque da intendere come un riferimento all'altra opera nota di Mimnermo (la Nannò). L'apprezzamento espresso da Callimaco fa intuire che non potesse trattarsi di un poema; si è dunque ipotizzato che fosse un insieme di componimenti brevi, rispondenti al gusto alessandrino del "lepos" e "brevitas". A quest'ultima opera si ispirerà un concittadino di Mimnermo, Ermesianatte per la propria opera dedicata all'amata Leonzio.

## Il mondo poetico e concettuale di Mimnermo
Dai pochi frammenti giunti a noi è difficile giudicare dell'arte di un autore. Nell'antichità era apprezzato soprattutto in qualità di poeta d'amore, come testimoniato da Ermesianatte, poeta alessandrino, che, nell'ultimo di tre libri di elegie dedicati ad una certa Leonzio, annovera, tra altri nomi illustri (Omero, Esiodo, Alceo, Anacreonte), anche Mimnermo quale poeta erotico. In tale veste è apprezzato anche da Properzio. Tuttavia di questa tanto elogiata produzione poetica amorosa a noi nulla è giunto.
Nei lirici greci la vecchiaia (segnata, come la senectus latina, a 60 anni) è considerata un impietoso decadimento: Teognide rimpiange la giovinezza, Saffo sembra rassegnarsi alla senilità, Anacreonte  considera un male naturale da cui è impossibile fuggire. Per Mimnermo il sopraggiungere della vecchiaia rende l'uomo turpe e spregevole, odioso a fanciulli e donne, i soggetti erotici per eccellenza: egli non può più godere dei dolci e desiderabili doni di Afrodite, non gioisce neppure nel vedere i raggi del sole, tanto tormentato da tristi pensieri nel cuore (fr. 1 W). Proprio su questa concezione della vecchiaia si incentra il dibattito con Solone, che, nel frammento 20 west, esprime una visione della vecchiaia differente da quella di Mimnermo: per il legislatore ateniese essa non è una fase di decadenza fisica, bensì simbolo di saggezza; col trascorrere degli anni l'anziano ha accumulato un'esperienza che può essere supporto per le nuove generazioni, nonché rappresentare il passato e la tradizione della città, come emerge nel frammento 18 West. Tale concezione della senilità trova conferma anche nel mondo omerico in cui i soli anziani, presso le porte Scee, non si lasciano folgorare da Elena, pur ammirandone la bellezza, ed esprimono il desiderio di mandarla via, con parole di saggezza (che ben li distinguono da Paride che, invece, non ha avuto la lungimiranza di prevedere le conseguenze del ratto di Elena): sono paragonati a delle cicale, che proferiscono parole melodiose per la saggezza che esprimono.
Temi comuni nei frammenti a noi giunti sono "l'amore, la giovinezza, le gioie della vita, l'orrore e paura della vecchiaia: interessi antichi che hanno avuto posto nel cuore degli uomini in ogni tempo. Nuovo è il modo in cui egli si accosta a tali esperienze naturali, insieme unendole in splendido connubio o in drammatico contrasto". La sua poesia è inondata da un profondo pessimismo. Pessimisti erano anche Omero, Archiloco, Pindaro, Simonide, tuttavia in questi casi il pessimismo è solo di breve impaccio al loro canto, che riesce ad affissarsi sulle immagini di bellezza, esaltandole e sublimandole, senza mortificarle con le ombre della morte e della vecchiaia. Al contrario, in Mimnermo, tali immagini, pur colpendo il suo animo, vengono subito offuscate da lugubri meditazioni, com'è evidente nel confronto tra la similitudine della vita umana con le foglie e l'analoga similitudine omerica. Infatti, se nell'Iliade le generazioni sono paragonate al cadere delle foglie con una immagine dinamica in cui nuove foglie sostituiscono quelle cadute e che si conclude con la visione della primavera, nel frammento 2 West il dato pittoresco viene appena ricordato, dopo il poeta si abbandona in una triste riflessione che termina con le figure delle nere parche. Anche l'amore si accompagna costantemente al dolore: il rimpianto sovrasta sempre il piacere.
Il tema della giovinezza, contrapposta alla vecchiaia, definita odiosa, riveste un ruolo di primo piano nella sua produzione poetica: il poeta si augura che la morte lo colga a 60 anni (fr. 6 W). Dinanzi alla prospettiva desolante del decadimento, morire è meglio che vivere; è il tipico atteggiamento mentale ionico che si pone al disopra della vita e, a partire da un orientamento soggettivo, è in grado di osservarla nella sua totalità, auspicandone addirittura la fine se essa dovesse perdere il suo valore.Visione altrettanto negativa della senilità emerge nel frammento 4 West, in cui, tramite l'exemplum mitologico di Titono, la vecchiaia è definita un male infinito, più gelido della triste morte. 
La visione positiva della vecchiaia, accolta da Solone, poeta di elegia politica, è rinnegata da Mimnermo, che invece la ritiene una fase di decadenza fisica che impedisce all'uomo di godere di tutti i piaceri della vita, anche la vista del sole, tormentato da tristi pensieri. La condizione giovanile è migliore perché una situazione di spensieratezza, in cui il fanciullo non è in grado di discernere il bene dal male, a lui ancora sconosciuti, come si legge nel frammento 2 West: ciò da un lato rende il giovane sprovveduto e spesso incosciente (si pensi al Paride omerico dinanzi alle porte Scee), dall'altro invece gli assicura quella serenità fanciullesca che si contrappone alla pensierosità della condizione senile.

## Stile e influssi
Dai pochi versi conservati, Mimnermo risulta un «maestro della storia e del metro elegiaco».
La sua dipendenza dal lessico omerico è notevole, anche se ha la capacità di rendere pensieri non omerici (come quelli del fr. 1 citato) in un linguaggio che è quasi interamente ripreso da Omero. Il vocabolario dei poemi, gli emistichi, le formule, le similitudini, tutto è omerico, ma da questo materiale Mimnermo crea un nuovo tipo di poesia, di facile grazia e ritmo piacevole. Laddove è necessario, ricorre a neologismi o aggettivi estremamente ricercati, arricchendo l'eredità epica attingendo alla concretezza dell'esperienza soggettiva. Le sue elegie sono imbevute di una grande musicalità: fu un melico anziché un ritmico, prediligendo l'elemento femmineo del melos a quello mascolino del ritmo.
Tuttavia accanto alle poesie più flebili possediamo 3 frammenti (uno sul vello d'oro, citato da Strabone, due sull'antica colonizzazione degli Ionii) che mancano della solita musicalità.
Sconosciuta ai più, la poesia di Mimnermo ha affascinato i poeti successivi, che molto devono all'opera del flautista di Colofone. Soprattutto il tema della fugacità della vita ha avuto grande fortuna: da Orazio a Catullo, che nel celebre carme 5 invita l'amata Lesbia ad abbandonarsi ai baci, con la consapevolezza che «Il giorno può morire e poi risorgere,/ma quando muore il nostro breve giorno,/ una notte infinita dormiremo». 
Ma l'autore che forse più deve a Mimnermo è Leopardi, che nello stile molto ricorda l'elegiaco greco: la sua influenza si denota nel culto della giovinezza, la malinconia dei versi e il rimpianto di un tempo che sfugge all'uomo; il poeta di Recanati riprende poi l'immagine delle foglie quali simbolo della caducità umana nel Frammento XLI dei Canti.

## Altri frammenti
- Contro la vecchiaia (fr. 1 West)
- Come le foglie (fr. 2 West)

### Studi recenti
- (EN) Archibald Allen (a cura di), The fragments of Mimnermus: text and commentary, F. Steiner, 1993,  p. 168.
- D. Campbell, Greek Lyric Poetry (Bristol, ristampa 1998).

### Edizioni
- Martin Litchfield West, Iambi et elegi Graeci ante Alexandrum cantati (Oxford Clarendon Press 1971-1972; nuova edizione 1989-1992; ristampa in un solo volume 1998. ISBN 0-19-815266-3).